# Avenir sportif de La Marsa (water-polo)
L'Avenir sportif de La Marsa est un club tunisien de water-polo basé à La Marsa. Il est le club le plus titré du pays. 

## Palmarès
- Championnat de Tunisie masculin de water-polo :
  - Vainqueur (17) : 1958, 1959, 1960, 1962, 1963, 1964, 1965, 1966, 1968, 1969, 1985, 2004, 2005, 2006, 2007, 2008, 2009
- Coupe de Tunisie de water-polo masculin :
  - Vainqueur (10) : 1958, 1960, 1962, 1972, 1980, 1981, 1982, 1983, 1986, 1987

## Effectif
- Cadets (entraîneur : Lamjed Dakhlaoui) : Oussama Jellali, Skander Amri, Skander Gaha, Belhassen Ounaies, Sélim Hadj Hassen, Aziz Garoichi, Khalfet Mohamed, Skander Ayari, Anis Benzakour, Firas Daoudi, Aymen Arfaoui, Seif Jlassi, Seif Laabidi, Skander Abichou, Aziz Hadj Hassan